# Мейдрехт
Мейдрехт (нід. Mijdrecht) — місто в нідерландській провінції Утрехт. Входить до муніципалітету Де-Ронде-Венен.
До 1989 року мало статус окремого муніципалітету.

## Визначні уродженці
- Ірфан Бахдім — індонезійський футболіст

## Галерея

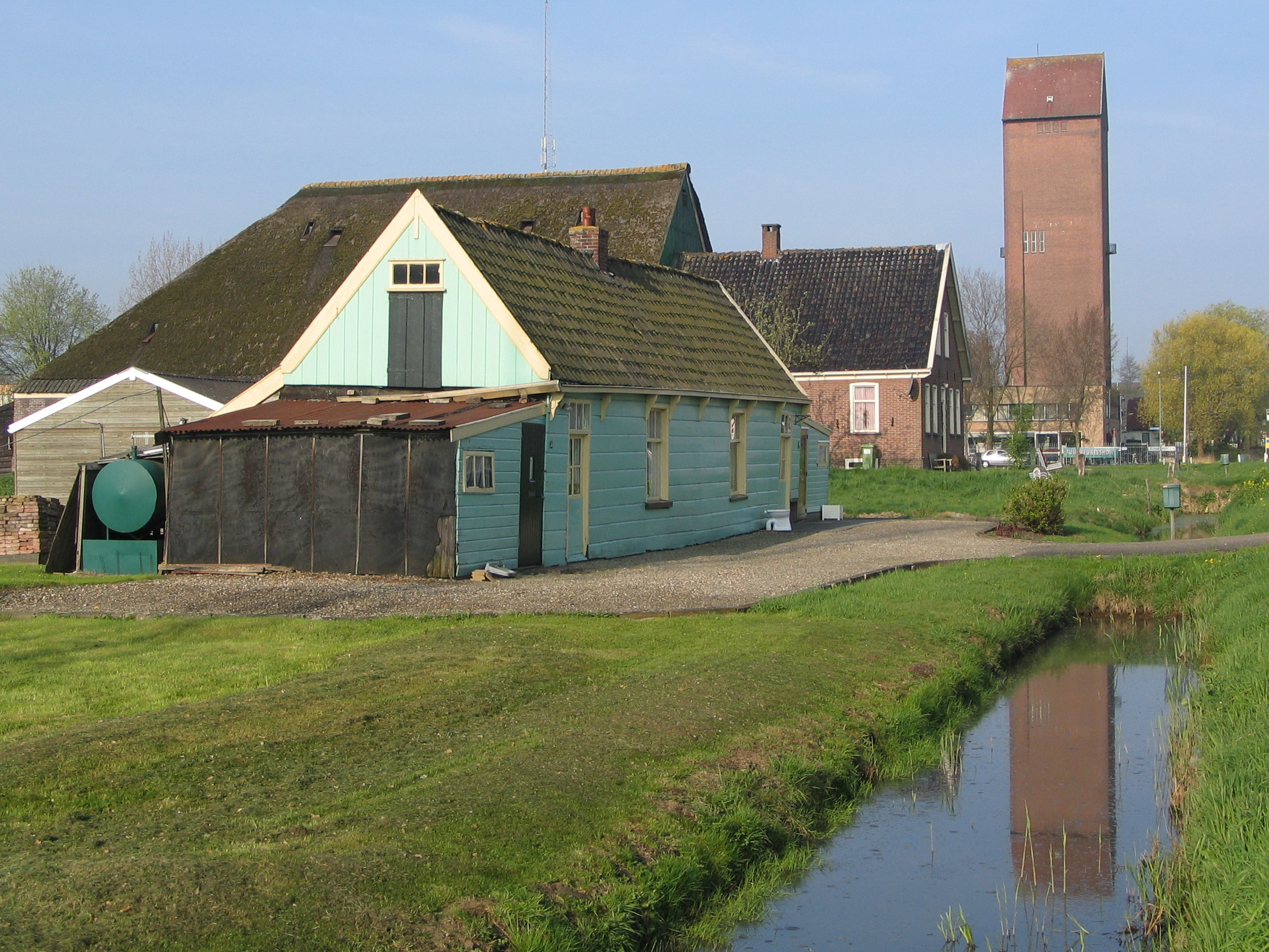
Будівля ферми